# 유사 (직책)
유사(有司)는 한국 근,현대의 자생적 모임에서 행정사무를 담당하는 일반 구성원을 말한다. 조선시대 향교, 서원, 서당, 유향소, 문중 종중, 계중(契中), 이(마을)의 행정사무를 보던 직책을 유사라 부르던 것에서 유래하였다. 
유사의 우두머리는 도유사, 부유사 그리고 일반유사로 구분되었다. 면의 권농관과 면장은 면 도유사, 마을의 이장(里長), 이정(里正) 또는 이감(里監)은 해당 면의 권농유사(權農有司) 또는 근농유사(勸農有司)직을 겸직했다. 면의 유사와 별개로 면의 공적 업무를 수행하는 직책(면임 面任)과 향리들이 존재하였다.

## 같이 보기
- 면리제
- 유향소
- 향교
- 지방자치제